# Stanisław Sittenfeld
Stanisław (Stanislaus) Sittenfeld (ur. 11 lipca 1865 w Piotrkowie Trybunalskim, zm. 15 czerwca 1902 w Davos) – szachista polski, działający we Francji i krajach Ameryki Południowej.

## Życiorys
Wykształcenie średnie uzyskał w rodzinnym Piotrkowie, po czym wyjechał na studia, kolejno do Niemiec i Francji. Od schyłku lat 80. XIX wieku uczestniczył w życiu szachowym Paryża, w tym w turniejach o mistrzostwo słynnej kawiarni „Café de la Régence”. W 1889 pokonał w tych mistrzostwach Michaiła Czigorina, w 1890 i 1892 plasował się na III miejscu (turniej wygrywał dwukrotnie Alphonse Goetz). Wśród jego przeciwników byli inni emigranci z ziem polskich – Jan Taubenhaus, Samuel Rosenthal, Dawid Janowski. Z tym ostatnim, zaliczanym do ścisłej czołówki światowej i niebawem toczącym spotkania o mistrzostwo świata, rozegrał w latach 1890-1894 cztery pojedynki, z czego jeden zdołał zremisować (w 1893, obaj rywale zanotowali po dwie zwycięskie partie, dalsze dwie partie zakończyły się remisami).
W 1894 Sittenfeld rozegrał spotkanie konsultacyjne, tworząc duet z Siemionem Ałapinem przeciwko Janowskiemu i francuskiemu graczowi de Rivere. Grywał też partie towarzyskie oraz korespondencyjne. Innym jego znanym przeciwnikiem był szachista z Wiednia, Adolf Albin.
Drugą połowę lat 90. XIX wieku spędził w Ameryce Południowej. Mieszkał w Rio de Janeiro, nadal zajmując się szachami, w tym popularyzacją królewskiej gry. Powrócił do Europy na przełomie stuleci i nadal prezentował skuteczną grę, czego dowodem było podzielone z Albinem I–II miejsce w kolejnych mistrzostwach Café de la Régence w Paryżu w 1901. Rok później Sittenfeld zmarł w szwajcarskim Davos.
Według retrospektywnego systemu Chessmetrics, najwyżej sklasyfikowany był w czerwcu 1895 r., zajmował wówczas 23. miejsce na świecie.